# FanDuel Sports Network Great Lakes
FanDuel Sports Network Great Lakes es una cadena deportiva regional estadounidense propiedad de Main Street Sports Group (anteriormente Diamond Sports Group) y opera como una filial de FanDuel Sports Network. El canal, que es una cadena hermana de FanDuel Sports Network Ohio, transmite cobertura estatal de eventos deportivos profesionales, universitarios y de escuelas secundarias en todo el norte de Ohio, incluida el área de Cleveland.
FanDuel Sports Network Great Lakes está disponible en la mayoría de los proveedores de cable del noreste de Ohio y en proveedores selectos de otras partes de Ohio (incluido Columbus), el noroeste de Pensilvania y el extremo oeste de Nueva York. También está disponible en todo el país vía satélite a través de DirecTV, así como fuera de Ohio en AT&T U-verse.

## Historia
FanDuel Sports Network Great Lakes se lanzó el 12 de marzo de 2006 como SportsTime Ohio; fue fundada por la familia del propietario de los Cleveland Indians, Larry Dolan, y se convirtió en la segunda red deportiva regional en el área de Cleveland, después de Fox Sports Ohio (que se lanzó en febrero de 1989 como SportsChannel Ohio). SportsTime Ohio asumió los derechos regionales de televisión por cable de los juegos de las Grandes Ligas de Béisbol que involucraban a los Indios de Fox Sports Ohio, que había servido como transmisor local exclusivo de los Indios desde 2002 hasta 2005, cuando era propiedad mayoritaria de Cablevision Systems Corporation (una empresa con sede en Nueva York propiedad del hermano de Dolan, Charles) hasta un intercambio de activos con la entonces matriz de Fox Sports Net, News Corporation, que también era propietaria de 20th Century Fox y Fox News. Jim Liberatore, expresidente de Speed Channel, propiedad de Fox Sports, ayudó a iniciar la red y se desempeñó como su primer presidente. Su conocimiento de la industria del cable jugó un papel vital en el éxito que disfrutó la red mientras que muchos otros equipos facilitaron lanzamientos de redes fracasaron en todo el país.
Las dos cadenas, que comenzaron como rivales con WKYC, propiedad de Gannett, que proporcionaba operaciones de estudio para el canal de cable, pronto se convertirían en hermanas corporativas, cuando el 3 de diciembre de 2012, los Indios anunciaron que venderían SportsTime Ohio a Fox Entertainment Group, la empresa matriz de Fox Sports Ohio . El acuerdo se concretó cuatro semanas después, el 28 de diciembre. Fox conservó el personal existente de SportsTime Ohio a pesar de pasar a ser propiedad común con Fox Sports Ohio, y Katie Witham se convirtió en reportera viajera del equipo. Ahora, bajo una nueva propiedad, la cadena se convirtió en miembro de Fox Sports Networks.
En abril de 2013, al comienzo de la temporada 2013 de las Grandes Ligas de Béisbol, SportsTime Ohio pasó a la marca e imágenes de Fox Sports, pero mantuvo la marca SportsTime Ohio (siguiendo el modelo de los canales secundarios similares de FSN, Sun Sports, SportSouth y Prime Ticket).

Antiguo logo de Bally Sports Great Lakes, utilizado entre 2021 y 2024

El 14 de diciembre de 2017, como parte de una fusión entre ambas compañías, The Walt Disney Company anunció planes para adquirir las 22 redes regionales de Fox Sports de 21st Century Fox, incluyendo SportsTime Ohio, la red hermana Fox Sports Ohio y la participación del 50% de Fox en el sub-feed de Cincinnati de la red. Sin embargo, el 27 de junio de 2018, el Departamento de Justicia ordenó su desinversión por motivos antimonopolio, citando la propiedad de Disney de ESPN. El 3 de mayo de 2019, Sinclair Broadcast Group y Entertainment Studios (a través de su empresa conjunta, Diamond Holdings) compraron Fox Sports Networks de The Walt Disney Company por $10.6 mil millones. El acuerdo se cerró el 22 de agosto de 2019, poniendo así a SportsTime Ohio y Fox Sports Ohio bajo propiedad común con varias estaciones de Sinclair en Ohio, que incluyen WSYX/WTTE/WWHO en Columbus, WKRC-TV/WSTR-TV en Cincinnati, WNWO-TV en Toledo, WKEF/WRGT-TV en Dayton y WTOV-TV en Steubenville, Ohio. El acuerdo también marcó la entrada de Sinclair en el noreste de Ohio , donde sus propiedades de transmisión existentes más cercanas son WSYX / WTTE / WWHO, WNWO, WTOV y WPGH-TV/WPNT en Pittsburgh.
El 17 de noviembre de 2020, Sinclair anunció un acuerdo con el operador de casinos Bally's Corporation para servir como nuevo socio de derechos de nombre para los canales FSN. Sinclair anunció la nueva marca Bally Sports para los canales el 27 de enero de 2021. El 31 de marzo de 2021, coincidiendo con el inicio de la temporada 2021 de las Grandes Ligas de Béisbol, SportsTime Ohio pasó a llamarse Bally Sports Great Lakes, y todas las demás antiguas cadenas Fox Sports también pasaron a llamarse "Bally Sports", acompañadas de una descripción regional apropiada para cada cadena. El primer evento deportivo en vivo que se emitió en Bally Sports Great Lakes bajo el estandarte de Bally fue la cobertura del día inaugural de la visita de los Indios a los Tigres el 1 de abril, que fue precedida por el programa previo al juego Indians Live.

### Bancarrota
El 15 de febrero de 2023, Diamond Sports Group, propietario de Bally Sports Great Lakes, no realizó un pago de intereses de $140 millones y, en su lugar, optó por un período de gracia de 30 días para realizar el pago. El 14 de marzo de 2023, Diamond Sports Group se declaró en quiebra según el Capítulo 11.
Durante su quiebra, Diamond no realizó un pago a los Cleveland Guardians. El 5 de abril de 2023, Major League Baseball, en nombre de los Guardians, presentó una moción de emergencia pidiendo al juez de quiebras que ordenara a Diamond que pagara a los Guardians en su totalidad o que devolviera sus derechos de medios a la MLB. Diamond argumentó que debido al corte de cable, la tarifa contractual por los derechos de medios de los equipos era demasiado alta. Se fijó una audiencia sobre el asunto para el 31 de mayo de 2023. De manera interina, el 19 de abril, el juez de quiebras ordenó a Diamond Sports que pagara el 50% de lo que se les debía a los Guardians. El 1 de junio de 2023, después de una audiencia de dos días, el juez de quiebras ordenó a Diamond que pagara a los Guardians en su totalidad en un plazo de cinco días.
El 16 de octubre de 2024, se reveló en una presentación judicial que Diamond había llegado a un nuevo acuerdo de patrocinio con FanDuel Group, en virtud del cual pretende cambiar el nombre de Bally Sports a FanDuel Sports Network; el 18 de octubre de 2024, Diamond anunció oficialmente el cambio de marca, que entrará en vigor el 21 de octubre.Según el acuerdo, FanDuel tendrá la opción de tomar una participación accionaria minoritaria de hasta el 5% una vez que Diamond Sports salga de la quiebra. La marca se minimizará dentro de la programación relacionada con los deportes de la escuela secundaria.

## Programación

### Deportes profesionales

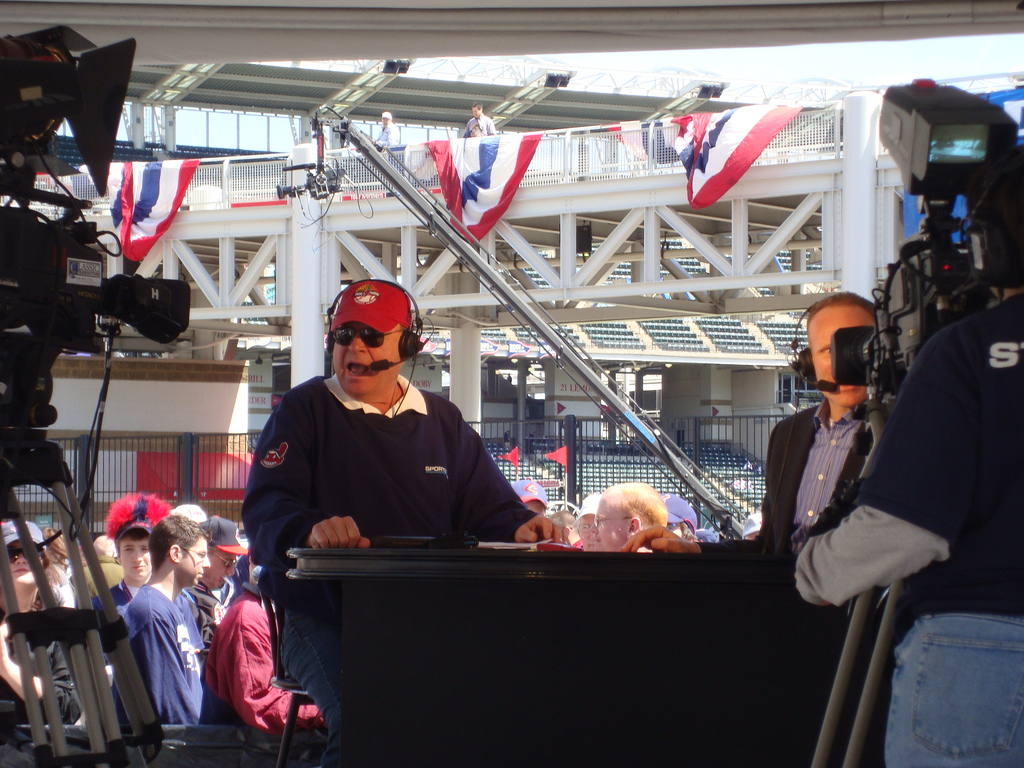
Bruce Drennan, quien presentó un programa diario de llamadas por la tarde en la cadena desde 2007 hasta 2021.

FanDuel Sports Network Great Lakes tuvo los derechos exclusivos de televisión por cable regional de los Cleveland Guardians de la Major League Baseball desde 2006 hasta 2024, cuando los Guardians anunciaron un nuevo acuerdo con MLB Local Media. También es el canal de televisión de pago de los Cleveland Browns. La cadena fue el canal de televisión principal de hockey de los Cleveland Monsters hasta 2024, con un nuevo acuerdo con Gray Television  y fue una emisora secundaria del fútbol de Columbus Crew.

### Programación original
Actual
- Training Camp Daily: un programa diario de 30 minutos que se transmite durante el campamento de entrenamiento de los Browns.
- Red Zone: un programa semanal orientado a los Cleveland Browns.
- Swing Clinic: un programa instructivo de golf presentado por el profesional local de la PGA Jimmy Hanlin; es parte de la programación nacional de Bally Sports Networks
- 18 Holes: un recorrido por varios campos de golf nacionales presentado por Jimmy Hanlin y la ex golfista de la LPGA Natalie Gulbis; es parte de la programación nacional de Fanduel Sports Network.

### Programación anterior
- Guardians Live: un programa previo y posterior al juego que enmarca las transmisiones de los Guardians del canal o cualquier juego nacional que se transmita en otra cadena.
- The Guardians Report: un programa semanal que repasa los juegos y titulares de los Guardianes de la semana anterior y ofrece una vista previa de los próximos juegos y eventos del equipo.

## Ex personal en el aire
- Jock Callander
- Jim Donovan[26]
- Tony Grossi[26]
- Jensen Lewis
- Rick Manning
- Matt Underwood
- Al Pawlowski
- Andre Knott